# This Note’s for You
| Оценки критиков   | Оценки критиков |
| Источник          | Оценка          |
| ----------------- | --------------- |
| AllMusic          | [ 1 ]           |
| The Village Voice | B–              |

This Note’s for You (с англ. — «Это вам на заметку») — шестнадцатый студийный альбом канадского рок-музыканта Нила Янга, выпущенный 11 апреля 1988 года на лейбле Reprise Records. Первоначально лонгплей был выпущен от имени группы «Neil Young and the Bluenotes» (с акцентом на аккомпанирующую группу музыканта). Часть концепции альбома была сосредоточена на коммерциализации рок-н-ролла и, в частности, гастрольных туров. Названия песни пародирует слоган знаменитой рекламы пива Budweiser («This Bud’s For You»), Янг задумывал его как обвинение в продажности ряда популярных музыкантов и уличение в спонсорстве со стороны больших корпораций. Музыка альбома отмечена использованием секции духовых инструментов. Также, пластинка ознаменовала возвращение Янга на лейбл Reprise Records после тяжелого периода сотрудничества с фирмой Geffen Records.
В 2015 году Янг выпустил концертный альбом состоящий из материала записанного во время турне в поддержку This Note’s for You, альбом получил название Bluenote Café.

## Выпуск
Видео для заглавного трека было придумано Чарли Коффи и срежиссировано Жюльеном Темплом. Клип пародировал корпоративный рок и участие музыкантов в рекламе: его концепция была сделана по образцу рекламных роликов пива Michelob, в которых участвовали популярные рок-музыканты того времени, такие как Эрик Клэптон, Стив Уинвуд и группа Genesis. Кроме того, в видеоклипе представлены пародийные вставки из рекламных роликов с участием двойников Майкла Джексона (чьи волосы загораются во время танца) и Уитни Хьюстон, а также популярных медийных персонажей, таких как Спад Маккензи. Само название песни — издевательская пародия на рекламную кампанию пива Budweiser «This Bud’s For You». Помимо этого, в песне также упоминаются такие корпорации, как Coke, Pepsi и Miller. В частности строчка — «I got the real thing, baby» (рус. У меня тут серьёзная вещь, детка; волный перевод — Не хухры-мухры) является отсылкой к слогану Coca-Cola — «It’s the Real Thing».
Первоначально видеоклип был запрещен к показу на MTV — из-за юридических угроз со стороны адвокатов Майкла Джексона. Однако, канадский музыкальный канал MuchMusic сразу же запустил видео в широкую ротацию, после того как клип стал там хитом, MTV пересмотрел свое решение и также включило его в свою сетку вещания. В итоге, видео выиграло две награды на церемонии MTV Video Music Award в 1989 года, в том числе за «Лучшее Видео года». Также клип был выдвинут на премию «Грэмми» в категории «Лучшее концептуальное видео», но проиграл «Странному Элу» Янковичу с его пародией «Fat» на песню Майкла Джексона «Bad».
Когда журналист из NME задал провокационный вопрос популярному рокеру Давиду Ли Роту по поводу его спонсорства со стороны фирмы Toshiba, сославшись на содержание песни «This Note For You», певец ответил: «Это просто хиппи-ахинея из 1960-х. Если твой месседж недостаточно силён, чтобы превзойти рекламу содовой, у тебя проблемы!»
.

### Обложка
На обложке альбома изображена фотография, сделанная в переулке 200-го квартала Мейн-стрит в Виннипеге, где находилось кафе «Blue Note Cafe». Согласно многочисленным свидетельствам, Янг выступал в этом кафе с несколькими спонтанными концертами.

## Другие записи Янга с группой The Bluenotes
Янг гастролировал с аккомпанирующей группой The Bluenotes (позже переименованной в Ten Men Workin' по юридическим причинам) на протяжении 1987-1988 годов, играя преимущественно новый материал, включая ряд неизданных песен. Концертный альбом изданный по мотивам этих гастролей, под названием Bluenote Café, планировалось выпустить в качестве продолжения студийного альбома, однако, он был отложен, хотя две песни фигурировали на сборнике Lucky Thirteen в 1993 году; в итоге, он был выпущен в 2015 году как часть серии архивных выступлений музыканта.
Во время студийных сессий были записаны песни не вошедшие в основной альбом, среди них были композиции «Crime in the City (Sixty to Zero Part I)», «Someday» (обе песни были выпущены на следующем альбоме музыканта — Freedom) и «Ordinary People» — 18-минутный трек, который описывали как «Cortez the Killer» с духовой секцией (она была выпущена в 2007 году на 28-м альбоме Янга Chrome Dreams II). Духовая секция группы The Bluenotes также принимала участие в записи песни Грэма Нэша (товарища Янга по проекту Crosby, Stills, Nash & Young) «That Girl» из альбома American Dream (1988).

## Список композиций
Все песни написаны Нилом Янгом.
| №   | Название                   | Длительность |
| --- | -------------------------- | ------------ |
| 1.  | «Ten Men Workin'»          | 6:28         |
| 2.  | «This Note’s for You»      | 2:05         |
| 3.  | «Coupe De Ville»           | 4:18         |
| 4.  | «Life in the City»         | 3:13         |
| 5.  | «Twilight»                 | 5:54         |
| 6.  | «Married Man»              | 2:38         |
| 7.  | «Sunny Inside»             | 2:36         |
| 8.  | «Can't Believe Your Lyin'» | 2:58         |
| 9.  | «Hey Hey»                  | 3:05         |
| 10. | «One Thing»                | 6:02         |

## Участники записи
| - Нил Янг — вокал, гитара The Bluenotes - Чэд Кромуэлл — ударные - Рик Росас — бас-гитара - Фрэнк Сампедро — клавишные - Стив Лоуренс — тенор-саксофон - Бен Кит — альт-саксофон - Ларри Крэгг— баритон-саксофон - Клод Кайе — тромбон - Джон Фумо — труба на «Can’t Believe Your Lyin'» - Том Брэй — труба на «Coupe de Ville» | При участии: - Джордж Уайтселл — бас-гитара на «One Thing» - Ральф Молина — ударные на «One Thing» - Стив Онуска — бубен на «One Thing» |